# Ted Fenton
Edward Benjamin Ambrose Fenton, detto Ted (Londra, 7 novembre 1914 – Leicester, 12 luglio 1992), è stato un calciatore e allenatore di calcio inglese, di ruolo attaccante.

## Biografia
Anche suo fratello Benny è stato un calciatore professionista, che giocò assieme a Ted nel West Ham dal 1937 al 1939. 
Il 4 luglio 1992 venne coinvolto in un incidente stradale nel Leicestershire, morendo otto giorni dopo a causa delle ferite riportate.

## Carriera

### Giocatore
Fenton ha trascorso la maggior parte della propria carriera agonistica al West Ham Utd, con cui fece il proprio esordio ufficiale nel 1932. Rimase titolare fino allo stop del campionato per via dello scoppio della seconda guerra mondiale, dove tra l'altro prestò anche servizio arruolandosi nella British Army. Durante il suo periodo militare effettuò spedizioni in Nordafrica e in Birmania. Complessivamente, in 14 stagioni alla corte degli Hammers ha totalizzato 204 presenze mettendo a segno 44 reti.
Nell'estate del 1946 viene ingaggiato dal Colchester Utd, che in seguito decise di affidargli anche la guida tecnica della squadra. Si ritira dalle attività agonistiche nel 1948.

### Allenatore
Poco dopo la conclusione della sua esperienza al Colchester United, fa ritorno al West Ham divenendo nuovo collaboratore tecnico di Charlie Paynter. Successivamente, in seguito alle dimissioni di quest'ultimo, Fenton viene nominato tecnico su base permanente. Il risultato più significativo dell'esperienza di Fenton sulla panchina degli Hammers fu la promozione in First Division nella stagione 1957-1958, in cui la squadra mette a segno il maggior numero di reti in una singola stagione (101). Lasciò il club il 31 marzo 1961 in circostanze mai chiarite dalla società.
Poco dopo il suo addio al West Ham, decide di passare alla panchina del Southend Utd. Dopo quattro stagioni annuncia il proprio ritiro dalle attività manageriali.